# Skorpion Szczecin
Klub Sportowy „Skorpion Szczecin” – klub sportów walki z siedzibą w Szczecinie, działający od 2006 roku. Jeden z ośmiu klubów bokserskich rywalizujących w ramach Lidze Bokserskiej Polskiego Związku Bokserskiego.

## Zawodnicy Skorpiona aktualnie występujący w kadrze narodowej[2]
Stan na 10.05.2025
| Imię i nazwisko     |
| ------------------- |
| Wiktoria Rogalińska |
| Nadia Formela       |
| Igor Soczówka       |
| Aleks Urbański      |
| Mateusz Urban       |
| Mateusz Bereźnicki  |
| Fabian Urbański     |

## Sukcesy[3]
- Drużynowy Mistrz Polski (2018, 2019)[1]
- Medal Mistrzostw Świata Kadetów (2023)[4]
- Medal Mistrzostw Świata Kadetek
- Medal Mistrzostw Świata Studentek
- Medal Mistrzostw Europy Seniorek
- Medal Mistrzostw Świata U-22
- Medal Mistrzostw Świata Kadetów (2023)
- Medal Mistrzostw Europy Juniorów i Juniorek (2024)[5]
- Medal Mistrzostw Europy Młodzików
- Medal Mistrzostw Europy Juniorek i Juniorów (2024)[6]
- Medal Mistrzostw Europy U-22